# Stepan Szach

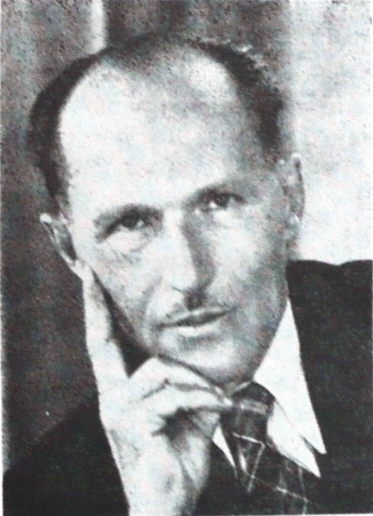
Stepan Szach

Stepan Szach (ur. w 1891 w Kulikowie - zm. w 1978 w Sydney) – ukraiński pedagog i działacz oświatowy, filolog klasyczny.
Nauczyciel ukraińskiego gimnazjum akademickiego we Lwowie od 1920 roku, następnie w latach 1932-1939 dyrektor ukraińskiego gimnazjum w Przemyślu. W latach 1920–1932 był sekretarzem Zarządu Głównego Towarzystwa Proswita, od 1954 członek rzeczywisty Towarzystwa Naukowego im. Szewczenki. Od 1944 na emigracji w Niemczech, w 1978 wyemigrował do Australii.
Autor (pod pseudonimem S. Perski) "Popularnej historii Towarzystwa Proswita" (1932), pamiętników "Lwiw misto mojeji mołodosty" (I-III tom, 1955-1956), "Miż Sianom i Dunajcem" (1960), "O. Markijan Szaszkewycz ta hałyćke widrodżennia" (1961) oraz wielu artykułów dotyczących historii ukraińskiej oświaty w Galicji.